# Bibliometro
BiblioMetro es un programa del Servicio Nacional del Patrimonio Cultural de Chile creado en 1995 mediante una alianza cultural entre la, en ese entonces, Dirección de Bibliotecas, Archivos y Museos (DIBAM) con el Metro de Santiago.

## Historia
Este servicio público fue creado por la DIBAM con el fin de acercar la lectura y los recursos a la población, que en ese momento era muy escaso. Iniciativas  tales como, la Bibliolancha, la red de Bibliomóviles y las cajas viajeras fueron parte también del programa de construcción y habilitación de Bibliotecas Públicas en distintos puntos del país.[cita requerida]
El 26 de junio de 1995 comenzó a funcionar BiblioMetro, cuyas primeras tres surcusales se encontraron en las estaciones Cal y Canto de Línea 2, Los Héroes de Línea 1 y Tobalaba Línea 1 fueron estratégicamente elegidas con el fin de poder llegar a más personas. Cada sucursal contaba con 532 títulos y 1.596 volúmenes.
Desde sus inicios el objetivo principal fue que el servicio bibliotecario fuese en red, permitiendo a los usuarios pedir libros en un módulo de atención y poder devolverlo en cualquier otro, un sistema innovador para la época y pudo ser posible gracias al software utilizado, que permite a las sucursales estar siempre en red.[cita requerida]
En el 2019 el programa se extendió hacia el Metro Valparaíso como parte de un convenio de colaboración entre el Servicio Nacional del Patrimonio Cultural y la empresa. Este proyecto ha sido emulado con éxito en otros países como en la red del Metro de Madrid y Metrovalencia en España, así como también en la del Metro de Medellín en Colombia.
Al día de hoy la red cuenta con más de 30 sucursales de atención presencial, además de 3 módulos de autoatención más un carro de tren acondicionado como Biblioteca Pública ubicado a un costado de la Biblioteca Nacional de Chile. Todos los módulos de BiblioMetro cuentan con conexión gratuita a Internet, proporcionada por el programa BiblioRedes. Cuenta con amplio catálogo de libros que incluye desde entretenimiento, literatura infantil, cómics, revistas, entre otras.

## Horario y ubicación

### Metro de Santiago
| Línea 1 De poniente a oriente                                                                 | Línea 2 De norte a sur                                                                        | Línea 3 De norponiente a suroriente                                       | Línea 4 De nororiente a suroriente                      | Línea 6 De surponiente a nororiente                           | Línea 5 De surponiente a suroriente                                                                                |
| - San Pablo - Pajaritos - Los Héroes - Baquedano - Tobalaba - Escuela Militar - Los Dominicos | - Vespucio Norte - Puente Cal y Canto - Los Héroes - Franklin - Ciudad del Niño - La Cisterna | - Puente Cal y Canto - Plaza de Armas - Irarrázaval - Ñuñoa - Plaza Egaña | - Tobalaba - Plaza Egaña - Macul - Plaza de Puente Alto | - Cerrillos - Lo Valledor - Franklin - Ñuñoa - Inés de Suárez | - Plaza de Maipú - San Pablo - Quinta Normal - Plaza de Armas - Baquedano - Irarrázaval - Bellavista de La Florida |

- BiblioTren se encuentra a un costado de la Biblioteca Nacional por calle Mac-Iver y funciona de lunes a viernes de las 09:45 a 18:30.

### Metro de Valparaíso
|                                   |
| - Puerto - Viña del Mar - Limache |

## Servicio en España

### BiblioMetro de Valencia
En la red de Metrovalencia, España, el servicio comenzó a darse en 22 de junio del año 2004.
Fue creada con el propósito de facilitar el acceso a los libros y a la lectura de todos los usuarios de MetroValencia, la Biblioteca Municipal de Mislata instaló en el vestíbulo de la salida “Ayuntamiento” de la estación de Mislata, de la Línea 3 de MetroValencia.
Horario de apertura:

De miércoles y sábados de 9:30 a 14:30

De lunes a viernes de 16:30 a 21:30

### BiblioMetro de Madrid

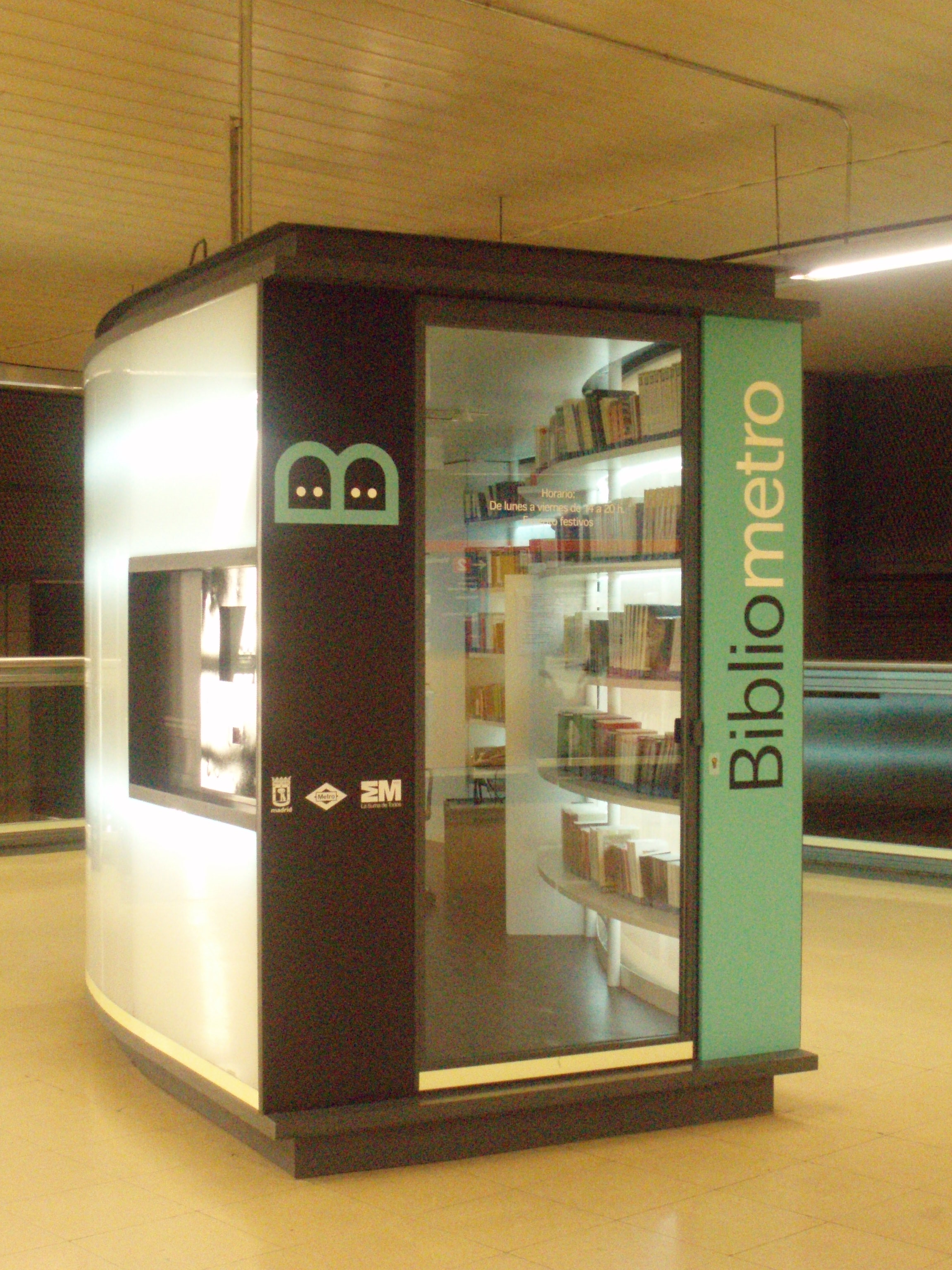
Quiosco tipo del servicio BiblioMetro. Estación de Canal.

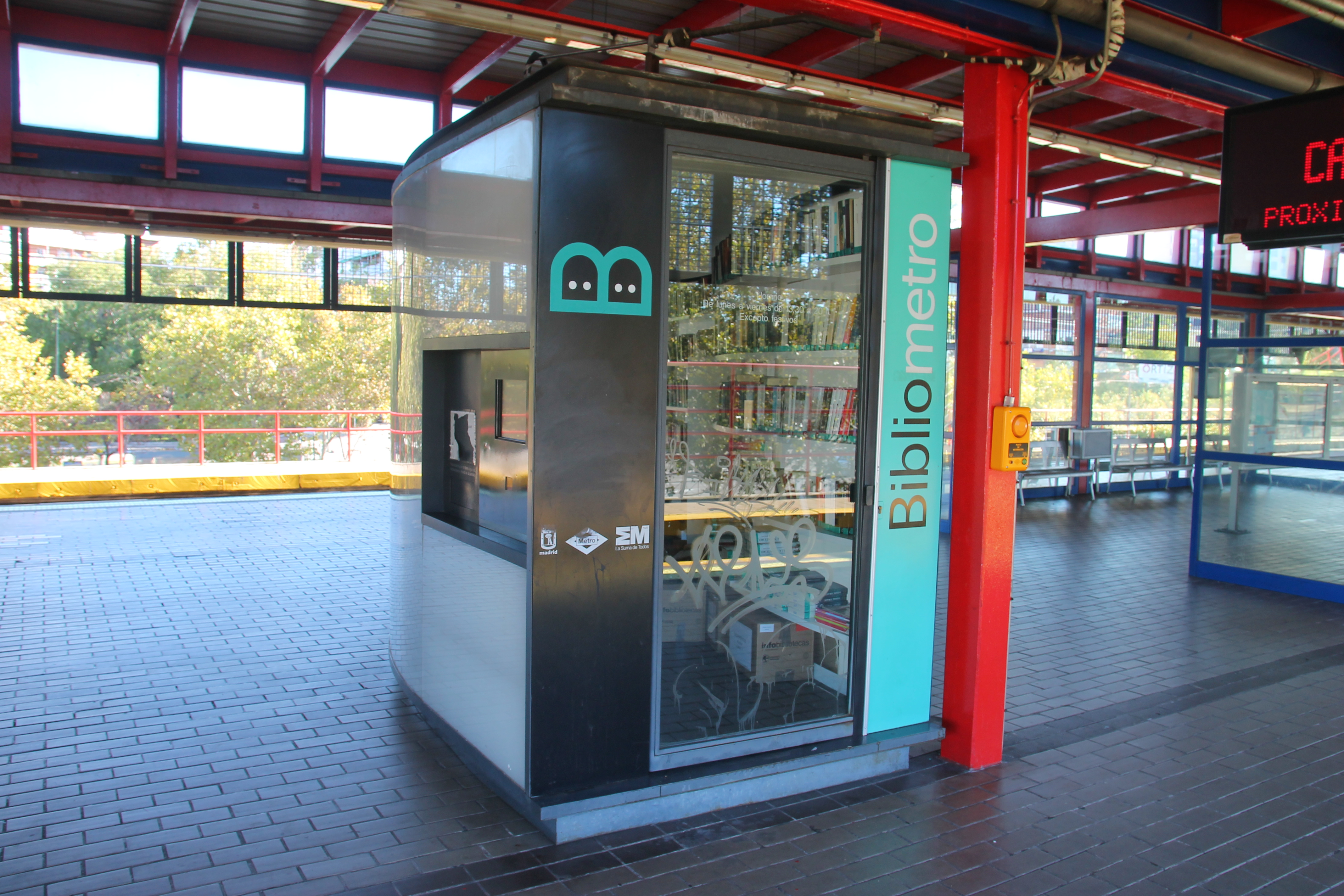
Bibliometro en la estación de Aluche.

En el Metro de Madrid, España el servicio comenzó a darse en abril del año 2005. Está promovido tanto por el Ayuntamiento de Madrid como por la Comunidad de Madrid, en colaboración con Metro.
El diseño de estas bibliotecas fue realizado por los arquitectos Paredes y Pedrosa.[cita requerida]
Son pabellones de 7,5 x 2,5 m con formas sinuosas y resbaladizas que respetan las trayectorias de los usuarios, mientras sus frentes de vidrio translúcido atraen la atención sobre su contenido. Estas formas sinuosas permiten tanto el tránsito fluido de viajeros como unas zonas donde poder estar en el mostrador sin entorpecer el tráfico de personas. El color de fondo escogido para su señalización es un gris, que queda mimetizado con la estación, lo que da equívocos continuos de localización a los que intentar ubicar las bibliotecas. En sus paredes pueden tener una pantalla que permite consultar los fondos fuera del horario de funcionamiento.[cita requerida]
La inscripción es gratuita y está orientado a usuarios del metro, con edades desde los 9 años. Horario de apertura es 13.30 a 20.00 de lunes a viernes (excepto festivos). La devolución puede hacerse en cualquier BiblioMetro, independientemente de en que estación se recogió el volumen, y existe un buzón para devoluciones fuera de horario.
La documentación necesaria solo se necesita el Carné de Bibliotecas públicas, tanto del Ayuntamiento como de la Comunidad; y si no se dispone de él, presentando el Documento Nacional de Identidad, Pasaporte, Tarjeta de residencia es suficiente; y si el socio es menor de 14 años, la autorización del padre o tutor para edades de 9 a 14 años.
Da servicio en las siguientes estaciones dando cobertura a todas las líneas al menos en un punto:
| Línea 1             | Línea 2                           | Línea 3                     | Línea 4                                     | Línea 5          | Línea 6                    |
| ------------------- | --------------------------------- | --------------------------- | ------------------------------------------- | ---------------- | -------------------------- |
| Sierra de Guadalupe | Canal                             | Embajadores Moncloa Legazpi | Mar de Cristal                              | Aluche           | Moncloa Nuevos Ministerios |
| Línea 7             | Línea 8                           | Línea 9                     | Línea 10                                    | Línea 11         | Línea 12                   |
| Canal               | Nuevos Ministerios Mar de Cristal | Puerta de Arganda           | Puerta del Sur Nuevos Ministerios Chamartín | Carabanchel Alto | Puerta del Sur             |

## Servicio en Colombia

### BiblioMetro de Medellín

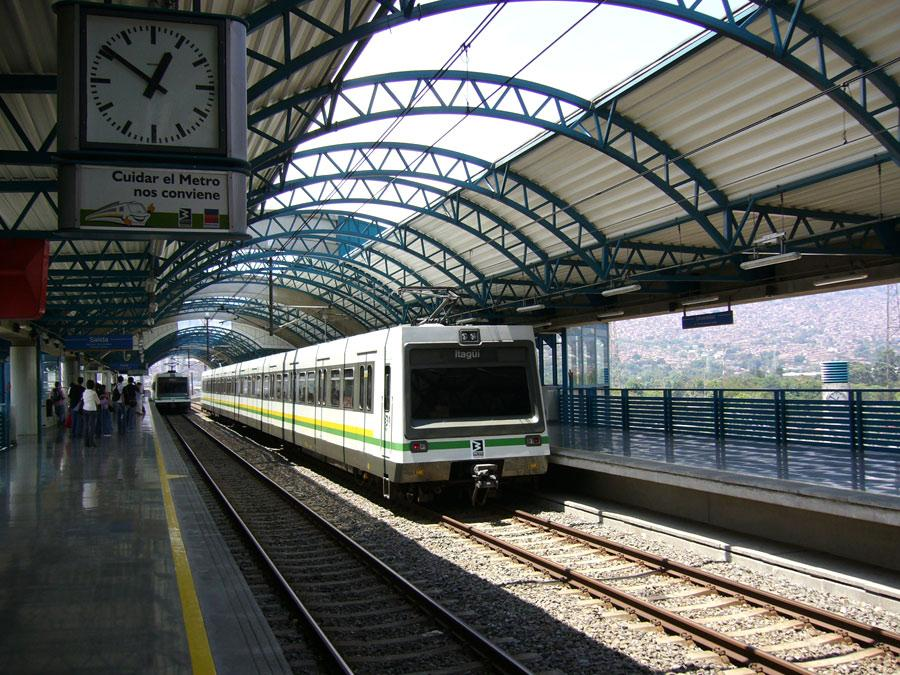
Metro de Medellín.

En el Metro de Medellín, Colombia, el servicio comenzó a darse en 22 de junio del año 2006. Actualmente el sistema cuenta con cuatro bibliotecas ubicadas en las estaciones San Antonio, Itagüí, Niquía y El Pinal. Esta última se encuentra en la segunda estación de línea M (Metrocable de Miraflores).
Las BiblioMetro del Metro de Medellín ofrecen adicionalmente servicio de acceso a Internet gratuitamente en las bibliotecas ubicadas en las estaciones Itagüí, Acevedo y Niquía, y el servicio de CineArte en el BiblioMetro de Niquía.
Para formar parte de BiblioMetro debe tenerse como mínimo 12 años de edad, y ser afiliados y/o beneficiarios de Comfama o diligenciar un formulario. El servicio de préstamo de libros no tiene costo y el usuario puede prestar material bibliográfico con el documento de identidad.
El horario de funcionamiento es de lunes a viernes de 9:00am a 8:00pm y sábados de 9:00am a 5:00pm.
Las BiblioMetro del Metro de Medellín fomentan la Cultura Metro con el programa de lecturas de ida y vuelta "Palabras Rodantes", que consiste en un voto de confianza que el Metro pone en sus usuarios ofreciendo en la mayoría de las estaciones pequeños libros de diferentes autores que pueden ser extraídos gratuitamente y sin registros desde buzones destinados para ello, con el compromiso de devolverlo a cualquier buzón cuando haya sido leído y compartido.
Tanto los directivos de Comfama, Caja de Compensación Familiar de Antioquia, como del Metro de Medellín destacan el gran éxito obtenido con estas iniciativas, que obedecen al propósito de crear y masificar oportunidades y hábitos de lectura en la población joven y adulta de la Ciudad de Medellín y de su área metropolitana.[cita requerida]